# Paul Connett
Paul Connett (20 ottobre 1940) è un chimico e attivista statunitense.
È professore di chimica e tossicologia alla St. Lawrence University e attivista ambientale tra i fondatori della strategia Rifiuti Zero.

## Biografia
Laureato alla Cambridge University, ha conseguito un Ph.D. presso il Dartmouth College, professore alla St. Lawrence University dal 1983 al 2006 ed oggi professore Emerito. Si è impegnato sulle indagini scientifiche contro la pratica della fluorizzazione dell'acqua.
Connett si è opposto all'incenerimento come metodo di gestione dei rifiuti solidi urbani, basandosi sull'analisi chimica dei sottoprodotti del processo: la sua attività di attivista lo ha condotto a fare oltre 1700 presentazioni pubbliche in 49 Stati degli Stati Uniti, cinque province canadesi e in 44 altri paesi del mondo. Sul tema ha scritto molti articoli sulla diossina.
In Italia è presidente del comitato scientifico della commissione Rifiuti Zero di Capannori, primo comune in Italia ad adottare tale strategia di gestione del servizio. Direttore esecutivo della Fluoride Action Network e del progetto American Environmental Health Studies, è autore con James Beck e H. Spedding Micklem del libro "The case against fluoride".
È stato ospitato da Beppe Grillo per il terzo Vday svolto a Genova il 1º dicembre 2013 per parlare ed informare di sostenibilità e Rifiuti Zero.